# Xolisa Mfundiso Mabhongo

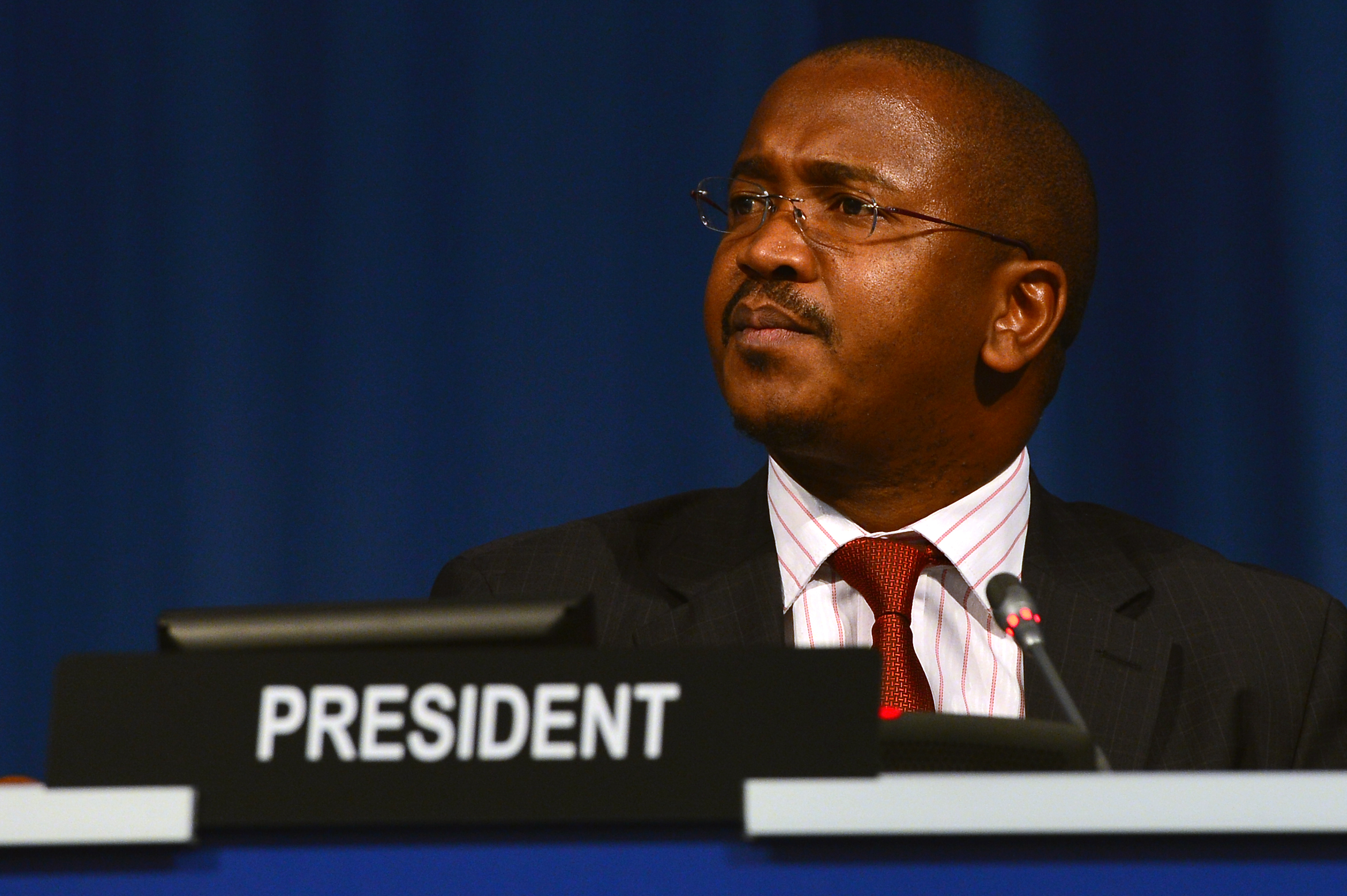
Xolisa Mfundiso Mabhongo in Wien bei der IAEO im Jahr 2013

Xolisa Mfundiso Mabhongo (* 1972 in Umtata, Transkei), MA PA, ist ein südafrikanischer Diplomat.

## Lebenslauf
Xolisa Mfundiso Mabhongo entstammt der Ethnie der Xhosa und wuchs noch in der Zeit der Apartheid im Homeland Transkei auf. Er engagierte sich später in der Studentenbewegung und ist heute Mitglied des African National Congress (ANC). Mabhongo studierte an der Rhodes-Universität in Grahamstown Politik und Journalismus, absolvierte eine Post-Graduate-Ausbildung in Oxford und ein Masterstudium in Public Administration an der Columbia University in New York.
Nach der Wende in Südafrika trat er 1995 in den öffentlichen Dienst am Amts für Auswärtige Angelegenheiten (DIRCO) der Republik Südafrika ein. 1999 erhielt er seine erste Auslandsmission und war ab 1999 Delegierter der Vertretung bei der UN und anderen internationalen Organisationen in Genf, anschließend 2001 bis 2004 Berater an der Ständigen Vertretung Südafrikas bei den Vereinten Nationen in New York. 2006 bis 2009 war er Chefdirektor der Abteilung UN des Südafrikanischen Außenamts. Seit 2010 ist er Südafrikanischer Botschafter für Österreich, Slowenien und die Slowakei, sowie ständiger Repräsentant bei den Organisationen der Vereinten Nationen und anderen Internationalen Organisationen in Wien (UNO, UNIDO, CTBTO, IAEO) – dabei tauschte er mit Leslie M. Gumbi, Botschafter 2005–2009, das Amt.
Mabhongo spricht isiXhosa, isiZulu, Siswati (Swazi), und Englisch, nicht aber Afrikaans.